# 페이튼 플레이스
페이튼 플레이스(Peyton Place)는 미국에서 제작된 마크 롭슨 감독의 1957년 드라마, 멜로/로맨스 영화이다. 라나 터너 등이 주연으로 출연하였고 제리 워드 등이 제작에 참여하였다.

## 출연

### 주연
- 라나 터너
- 리 필립스
- 로이드 놀런

### 조연
- 아서 케네디
- 러스 탬블린
- 테리 무어
- 호프 레인지
- 다이안 발시
- 데이비드 넬슨
- 배리 코
- 베티 필드
- 밀드레드 던녹
- 레온 아메스
- 론 그린
- 로버트 해리스
- 페그 힐리어스
- 에린 오브라이언 무어
- 존 듀스티
- 톰 그린웨이
- 로버트 H. 해리스
- 킵 킹
- 마이크 랠리
- 레이 몽고메리
- 스코티 모로우
- 앨런 리드 주니어
- 스테피 시드니

## 제작진
- 원작자: 그레이스 미터리우스
- 의상: 애들 팰머